# Janusz Hryniewicz
Janusz Tadeusz Hryniewicz (ur. 4 kwietnia 1948) – prof. dr hab. nauk humanistycznych.

## Życiorys
Zainteresowania naukowe: teoria organizacji i zarządzania, socjologia gospodarki, kultura organizacyjna, decydowanie i style kierowania.
Członek International Regional Policy Association oraz Polskiego Towarzystwa Socjologicznego.
Od 1992 pracuje w Centrum Europejskich Studiów Regionalnych i Lokalnych (EUROREG) Uniwersytetu Warszawskiego. Członek Collegium Invisibile.

## Wybrane publikacje
- Stosunki pracy w polskich organizacjach, Wydawnictwo Naukowe SCHOLAR, Warszawa 2007
- Przesłanki efektywności współdziałania i decydowania zbiorowego, Oficyna Wydawnicza Politechniki Warszawskiej, r. 2003
- Polityczny i kulturowy kontekst rozwoju gospodarczego, Wydawnictwo Naukowe SCHOLAR, r. 2004